# Joaquim Maluquer i Sostres
Joaquim Maluquer i Sostres (Barcelona, 11 de desembre de 1930 - 15 d'agost de 2011) fou un sociòleg i ornitòleg català, fill de Joan Maluquer i Rosés.

## Biografia
Es llicencià en dret a la Universitat Autònoma de Barcelona i en sociologia a Ginebra. Durant la Generalitat provisional presidida per Josep Tarradellas fou director general de Promoció i després de les eleccions al Parlament de Catalunya de 1980 Jordi Pujol el nomenà secretari del consell executiu fins al 1984.
Entre 1976 i 1978 fou president de la Institució Catalana d'Història Natural, filial de l'IEC, des d'on va impulsar el Llibre Blanc de la Gestió de la Natura als Països Catalans (1976). També fou membre de la Societat Catalana de Geografia i exercí càrrecs diversos en l'administració d'empreses com l'Hospital Clínic i Catalana de Gas. Entre els anys 1998 i 2000 tornà a ser elegit president de la Institució Catalana d'Història Natural i el 1997 va presidir les Primeres Jornades Ornitològiques dels Països Catalans.
També col·laborà als diaris El Noticiero Universal i El Correo Catalán. El 1996 va rebre la Creu de Sant Jordi i el 2003 el Premi d'Actuació Cívica de la Fundació Lluís Carulla. Fou vicepresident segon del patronat de la Fundació Enciclopèdia Catalana fins al 17 de maig de 2010.

## Obres
- L'assimilation des immigrés en Catalogne (1963)
- La política algodonera, 1940-1970 (1973)
- L'estructura econòmica de les terres catalanes (1963)
- Població i societat a l'àrea catalana (1965)
- Els ocells de les terres catalanes (1981)
- Teoria econòmica i ecologia (1978)
- Rafael Patxot i Jubert, mecenes i científic (1994)
- Joan Maluquer i Viladot, jurisconsult i polític (1995)
- Què pensa Pere Duran Farell (2003)
- Memòries amb figures (1997)
- Del Quebec a la Patagònia (2000)
- A l'encontre d'altres cultures (2003)